# C/1769 P1 (Messier)
C/1769 P1 (Messier) est une comète à longue période qui fut visible à l'œil nu lors de sa dernière apparition en 1769. En raison de sa luminosité exceptionnelle, on est considérée comme une grande comète : la grande comète de 1769.

## Découverte et observations
À l'observatoire naval de Paris, tard dans la soirée du 8 août 1769, Charles Messier, cherchant systématiquement dans son télescope des comètes, vit une petite nébulosité au-dessus de l'horizon dans la constellation du Bélier. Le lendemain soir, il vit la nébulosité à l'œil nu et confirma qu'il s'agissait d'une comète en raison de son mouvement dans le ciel. Le 15 août, Messier estima la longueur de la queue de la comète à 6°. Giovanni Domenico Maraldi et César-François Cassini de Thury virent la comète pour la première fois le 22 août au télescope, puis à l'œil nu. Les observateurs chinois ont signalé qu'une « étoile à balai » était apparue le 24 août dans le ciel du sud-est. Jean-François-Marie de Surville observa la comète avant l'aube du 26 août à partir d'un navire au large des Philippines et signala que la comète avait une queue, mais n'était pas brillante.
Selon les observateurs, tout au long du mois d'août, la comète est devenue plus brillante avec une queue allongée. Le 28 août, Eustachio Zanotti à Bologne et Messier observèrent une queue d'environ 15°. Le capitaine James Cook, à bord de l'Endeavour, dans le Pacifique Sud, vit la comète pour la première fois avant l'aube du 30 août et mesura la queue à 42°. Le 31 août, Maraldi et Cassini mesurèrent la queue à 18°, peut-être parce que les conditions atmosphériques locales étaient moins favorables que celles du capitaine Cook.
Vers la fin du mois d'août, la comète fut observée depuis de nombreux navires, mais les rapports ont peu ajouté de valeur aux observations au sol. Le 3 septembre, Messier observa une queue de 36° et le 5 septembre de 43°. Il signala que la queue était légèrement incurvée et que sa tête semblait rougeâtre. Les nuits suivantes, la queue projetait des rayons parallèles lumineux. La queue devint encore plus longue et, le 9 septembre, Messier mesura une longueur de queue de 55°.

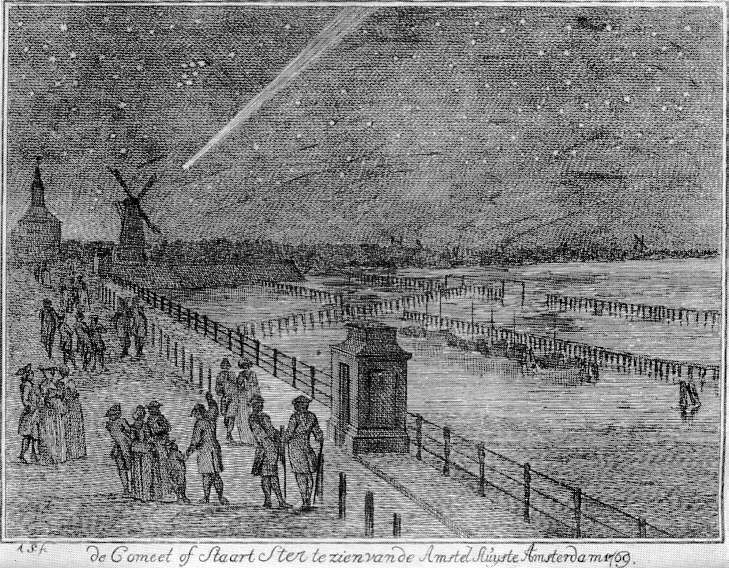
La grande comète de 1769 au-dessus d'Amsterdam.

Le 10 septembre, lorsque la comète s'approcha de la Terre, Messier observa une queue pouvant atteindre 60°. Le 11 septembre, Alexandre Guy Pingré, sur un navire entre Ténériffe et Cadix, estima la longueur de la queue à plus de 90° ; cependant, seuls les 40 premiers degrés de la queue près de la tête étaient très brillants, alors que l'extrémité de la queue était très sombre. Selon Messier, la longueur maximale de la queue mesurée pour la comète fut de 97° à l'île Bourbon par de la Nux.
En septembre, la comète devint plus difficile à voir et la visibilité de la queue diminua. Le 16 septembre, Messier vit la comète pour la dernière fois avant son retour après le périhélie. Maraldi a pu voir la comète jusqu'au soir du 18 septembre.
En septembre, Jérôme Lalande avait calculé des éléments orbitaux prédictifs indiquant que le périhélie aurait lieu le 7 octobre. Grâce aux prédictions de Lalande, les astronomes commencèrent à rechercher la comète vers la mi-octobre. À l’observatoire royal de Greenwich, les observations de Maskelyne du 23 octobre révélèrent une queue courte, large et peu visible. Le 24 octobre, Messier vit la comète dans le ciel du soir à l'œil nu mais elle était difficile à discerner ; au télescope, il vit un noyau brillant avec une queue d'environ 2 degrés. Le 25 octobre, Joseph-Louis Lagrange, à Milan, vit la comète avec une queue peu lumineuse, mais un noyau plus lumineux qu’en septembre.
En novembre, la comète devint beaucoup moins brillante bien que toujours suivie par de nombreux observateurs, mais seul Messier fit des mesures précises. Le 17 novembre, la comète était très peu brillante mais la queue avait encore une longueur de 1,5°. Après le 18 novembre, Messier ne put voir la comète qu'avec un télescope. Les observateurs chinois ont rapporté que, le 25 novembre, l'« étoile au balai » avait complètement disparu. Messier et Maraldi virent la comète pour la dernière fois le 1er décembre. Le 3 décembre, Pehr Wilhelm Wargentin devint le dernier observateur à signaler une observation de la comète,.
Le 22 septembre, la luminosité de la comète atteignit la magnitude 0.

## Possible phase cométaire
According to J. Russell Hind there is some evidence that the comet C/1769 P1 exhibited a cometary phase similar to a lunar phase or planetary phase. Hind wrote concerning the 1769 comet : « ... an observer expressly states that he had seen the nucleus as a thin crescent, and subsequently as a half-moon, in the course of the comet's descent toward the sun. »

## Calculs orbitaux
Les éléments orbitaux de la comète ont été calculés par de nombreux astronomes, dont Lalande, Giuseppe Asclepi, Cassini, Anders Johan Lexell, Leonhard Euler, Pingré, Adrien-Marie Legendre et Friedrich Wilhelm Bessel. Lexell, Asclepi, Pingré et Bessel ont particulièrement bien réussi à calculer l'orbite elliptique de la comète.

## Orbite
En se basant sur des observations effectuées pendant 101 jours en 1769, Bessel calcula en 1810 une orbite pour la comète inclinée à environ 41° par rapport à l'écliptique. Au périhélie du 8 octobre 1769, la comète se trouvait à environ 0,12 unité astronomique (ua) du Soleil. Le 5 septembre, la comète était à environ 0,648 ua de Vénus et le 10 septembre à environ 0,332 ua de la Terre. Le 3 octobre, sur son chemin partant du Soleil, la comète est arrivée à environ 0,55 ua de Vénus.

## La comète de Napoléon
Napoleon Bonaparte was born on 15 August 1769, one week after Messier's first sighting of the Great Comet of 1769. According to Käufl and Sterken:« … Napoleon Bonaparte ... was aware of the legendary tradition wherein comets were associated with great rulers and by adopting comet symbolism, like that of imperial Rome, he lent legitimacy and resonance to his reign. The first historical comet linked with Napoleon was the Great Comet of 1769 (frequently termed "Napoleon's Comet"), which had an unusual red luster. Since portents are multivalent, his enemies later interpreted it as foreshadowing the bloodshed and war he brought. »
Messier self-published a booklet (memoir) near the end of his life, connecting the comet's discovery to the birth of Napoleon. According to Meyer:« As hard as it may seem to accept, the memoir is an ingratiation to Napoleon in order to receive attention and monetary support. It is full of servility and opportunism. Messier did not even refrain from utilizing astrology to reach his goal. Messier comes quickly to the point on the first page of the memoir, by stating that the beginning of the epoch of Napoleon the Great ... coincides with the discovery of one of the greatest comets ever observed. » La grande comète de 1811 a été interprétée par beaucoup en 1812 et plus tard comme un présage de l'invasion de la Russie par Napoléon. Elle est aussi souvent appelée la comète de Napoléon. Les grandes comètes qui ont eu lieu du vivant de Napoléon sont celles de 1769, 1771, 1783, 1807, 1811 et 1819 (et peut-être d'autres années selon la définition de « grande comète »).